# سویم‌لی (هاناک)
سویم‌لی (به ترکی استانبولی: Sevimli، به ارمنی: Վել) یک منطقهٔ مسکونی در ترکیه است که در هاناک واقع شده‌است.